# Bremer RathsChor
Der Bremer RathsChor ist ein gemischter Chor in Bremen. Zum Bremer RathsChor gehören ca. 70 Sängerinnen und Sänger. Künstlerischer Leiter ist seit 2020 Antonius Adamske als Nachfolger von Jan Hübner.

## Geschichte
Der Bremer RathsChor wurde 2008 von Mitgliedern des Bremer Domchores gegründet, als dessen langjähriger Leiter, der Kirchenmusiker und Domkantor am St. Petri Dom, Wolfgang Helbich, nach Erreichen der Altersgrenze aus dem Kirchendienst ausschied.
Helbich verstarb 2013.
Vorsitzender des Trägervereins Bremer RathsChor ist Michael Werbeck. Der ehemalige Bremer Bürgermeister Henning Scherf war 2008 Mitgründer des Chores und bis 2017 erster Vorsitzender.

## Gegenwart, künstlerisches Profil
Der Bremer RathsChor hat ein umfangreiches Repertoire, zu dem die großen Oratorien von Bach, Händel, Haydn, Mozart, Mendelssohn und Verdi zählen. Die Website des Chores enthält eine aktuelle Auflistung der Konzerte. Seit  2016 verbindet den Chor eine musikalische Partnerschaft mit Musikern aus Odessa, in deren Rahmen mehrere Konzerte in der Philharmonie von Odessa aufgeführt wurden. Der musikalische Partner in Odessa war der international renommierte Pianist Alexey Botvinov, Gründer des Festivals „Odessa Classics“. 2024 findet „Odessa Classics“ mit Botvinov und mit dem RathsChor zum ersten Mal im Exil in Bremen statt.

## Diskografie
- Johann Sebastian Bach: Weihnachtsoratorium BWV 248. Hugo German Gaido, Münster (Westfalen) 2008